# IC 3014
IC 3014 је спирална галаксија у сазвјежђу Ловачки пси која се налази на листи објеката дубоког неба у Индекс каталогу.
Деклинација објекта је + 38° 49' 55" а ректасцензија 12h 8m 36,9s. Привидна величина (магнитуда) објекта IC 3014 износи 13,6 а фотографска магнитуда 14,4. IC 3014 је још познат и под ознакама UGC 7119, MCG 7-25-28A, CGCG 215-31, KUG 1206+391, PGC 38562.